# Геракис, Константин

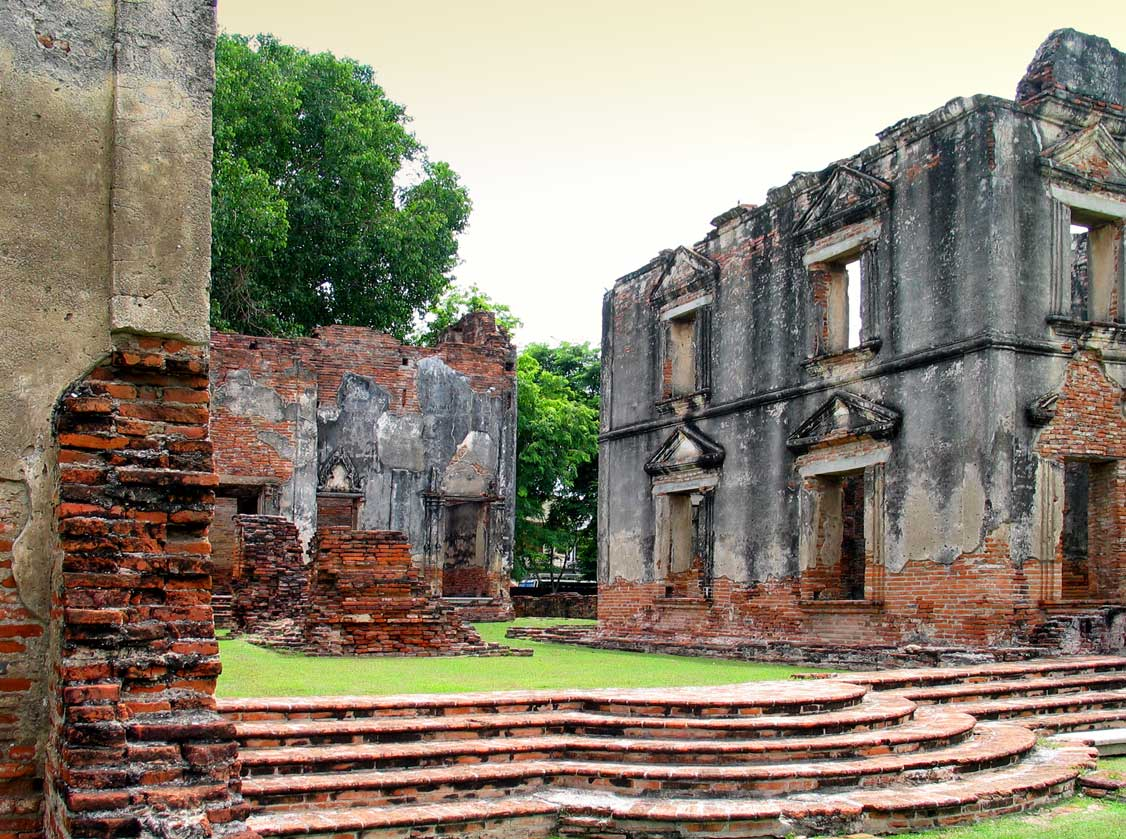
Baan Vichayen (บ้านวิชาเยนทร์) — руины резиденции Геракиса в Лопбури

Константинос Геракис (греч. Κωνσταντίνος Γεράκης, англ. Constantine Phaulkon, порт. Constantino Falcão, фр. Monsieur Constance, тайск. วิชาเยนทร์ — Вичайен; 1647 — 5 июня 1688) — греческий авантюрист, моряк и переводчик, ставший первым канцлером короля Аютии (Сиам, ныне Таиланд) Нарая.

## Биография
Геракис родился на греческом острове Кефалиния в 1647 году в аристократической семье. В возрасте 13 лет, по неизвестным причинам оставил остров и стал матросом на английских судах, часто бывая в Индии. В 1669 году оставил профессию моряка, стал служащим британской Ост-индийской компании и работал на складах компании в Бадам, Индонезия.
Будучи служащим компании, Геракис совершил множество поездок в страны Азии, познакомился с директоратом компании. Между тем он изменил свою фамилию на Фалкон (англ. Phaulkon, искаж. англ. falcon), что означает то же, что и Геракис на греческом — сокол.

### В Сиаме
В 1675 году, работая на компанию, он обосновался в Сиаме, изучил за несколько лет тайский язык и наладил дружественные отношения с высокопоставленными лицами королевского дворца. Это позволило ему стать переводчиком во дворце короля Нарая (к этому времени Геракис, кроме греческого и тайского, владел английским, французским, португальским и малайским языками). Почти одновременно он был возведён в тайский чин благородных. В силу того, что он также имел опыт работы в английской Ост-индийской компании, он вскоре стал Чао Прайя (тайск. เจ้าพระยา) — канцлером или советником короля, а в 1680 году он оставил компанию и спустя три года — в 1683 году стал первым министром короля.
Перед этим, в 1682 году, он переходит в католичество, чтобы жениться на католичке Марии де Пинья (порт. Maria Guyomar de Pinha, тайск. ท้าวทองกีบม้า, Тао Тонг Кип Ма), женщине японско-португало-бенгальского происхождения.

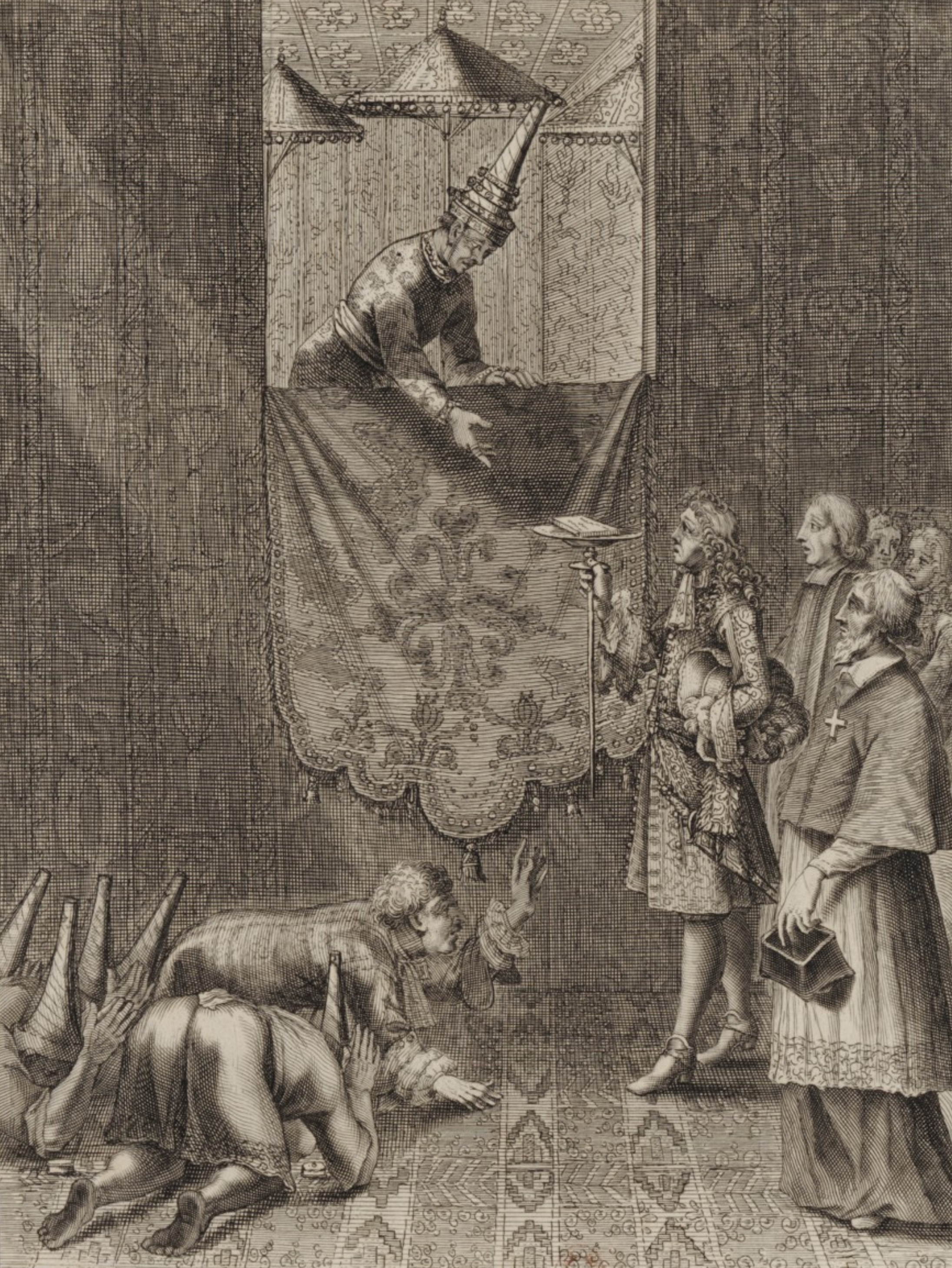
Французский посол Александр де Шомон передаёт королю Нараю послание от Людовика XIV. В левом нижнем углу на коленях стоит Константин Геракис

Геракис стал очень влиятельной персоной при королевском дворе. В результате проблем, возникших с англичанами и голландцами, Геракис стал инициатором франко-тайского сближения в 1684 году и организовал несколько посольств между Францией и Сиамом, а в 1687 году, после столкновений Сиама с английской Ост-индийской компанией также организовал отправку в Сиам французских экспедиционных сил.
Французы называли Константиноса Геракиса «Monsieur Constance». Он стал их основным союзником в течение ряда последующих лет и был награждён французским королём орденом Св. Михаила и Св. Петра. Близость Геракиса к королю создала ему и множество врагов среди королевского окружения. Между тем политика и расистское поведение французов, союзников Геракиса, становилась все менее популярной и вызывала сопротивление тайцев. 
Когда король Нарая тяжело заболел, разнеслись слухи, что Геракис намерен использовать наследного принца как марионетку и будет править сам. Это привело к перевороту и революции в 1688 году, который возглавил родственник короля, Петрача. В отсутствие короля и без его согласия Геракис и королевский наследник 5 июня 1688 года были казнены в Лопбури (обезглавлены). Узнав об этом, король был разгневан, но было уже поздно. К тому же он был очень слаб, практически находился под арестом в своем дворце и через несколько дней умер. Эти события привели к бегству европейцев из страны. Руководитель восстания, Петрача, правил Сиамом с 1689 года по 1703 год и закрыл страну от заморских пришельцев.

## Мнения
Есть две точки зрения на этот «греческий» эпизод тайской истории. Сторонники действий Петрачи видят в Геракисе иностранного оппортуниста, который был намерен использовать своё влияние для контроля над королевством в западных интересах. Другие историки относятся к этому со скептицизмом, полагая, что Геракис был использован как козел отпущения, а слухи и подозрения вокруг него дали возможность Петраче отнять трон у законного наследника.

## Наследие
- Дом Геракиса в Лопбури существует по сегодняшний день и является туристической достопримечательностью.[4]
- Константинос Геракис является одним из героев тайского историко-драматического сериала «en:Love Destiny» (тайск. บุพเพสันนิวาส) 2018 года.